# Сам удома 5: Святкове пограбування
«Сам вдома: Святкове пограбування» (або «Сам вдома 5») — американський дитячий сімейний кримінальний комедійний телевізійний фільм. Дія відбувається в штаті Мен. Це п'ятий фільм з успішної серії фільмів «Сам вдома». У головних ролях: Малкольм Макдавелл, Дебі Мазар, Едді Стіплз і Крістіан Мартін. Фільм вперше був показаний на каналі «ABC Family» 25 листопада 2012 року. В Україні прем'єра відбулася 11 січня 2015 року на телеканалі «1+1». Як і «Сам удома 3», він не зосереджується на сім'ї МакКалістерів або жодному з персонажів із перших двох фільмів.У «Сам удома 4: Повернення дому» є деякі з головних героїв із перших двох фільмів, але у всіх ролях різні актори. Він містить багато посилань на інші фільми.

## Сюжет
Сім'я Бакстерів переїжджає з Каліфорнії до Мен і оселяється у своєму новому будинку під час різдвяного сезону. 10-річний Фінн Бакстер (Крістіан Мартін) і його старша сестра Алексіс (Джодель Ферланд) є технофілами, які ізолюють себе від своїх батьків Кертіс (Даг Мюррей) і Кетрін (Еллі Харві) і зовнішнього світу. Фінн часто грає у відеоігри, а Алексіс часто сидить на своєму телефоні. Заохочений батьком до спілкування, Фінн дружить зі своїм сусідом Мейсоном (Пітер Дакунья), який розповідає йому легенду про задушеного гангстера, чий привид переслідує новий будинок Бакстерів, через що Фінн стає параноїком.
Поки сім'я залишає свій дім, щоб здійснити різдвяні покупки, група злодіїв, що складається з Сінклера (Малкольм Макдавелл), Джессіки (Дебі Мазар) і їхнього нового зламувача сейфів Х'юза (Едді Стіплз), втілює план проникнення та крадіжки старої, давно втраченої картини Едварда Мунка вартістю 85 мільйонів доларів, не знаючи, що будинок зайнятий. Викрадачі не можуть знайти картину в підвальному сейфі. Коли Бакстери повертаються додому, злодії швидко тікають. Вночі Кертіс і Кетрін відправляються на різдвяну вечірку, яку організує новий бос Кетрін, містер Карсон (Ед Аснер). Фінн і Алексіс залишаються, бо покарані батьками за свої дії. Фінну заборонено грати у відеоігри, а Алексіс може використовувати свій телефон лише для екстрених дзвінків.
Тієї ночі злодії планують повернутися, думаючи, що у будинку не буде господарів. Сінклер зізнається Джесіці та Хьюзу, що вони шукають картину «Вдова», портрет його прабабусі та її сім'ї, який був вкрадений кілька десятиліть тому. Тим часом Фінн нишпорить по всьому будинку і знаходить запасний контролер. Він починає грати у відеоігри. Шукаючи нові батарейки для свого контролера, він випадково впускає одну, яка скочується в підвал. Фінн просить Алексіс супроводжувати його, щоб знайти батарейку, і вони знаходять незамкнений сейф і таємну кімнату за ним, де знаходиться картина, яку шукає Сінклер. Наляканий портретом, Фінн тікає, а Алексіс випадково запускає пастку і в кінцевому підсумку замикається в кімнаті.
Через посилення хуртовини Кертіс і Кетрін змушені залишатися на різдвяній вечірці, турбуючись про своїх дітей вдома. Оскільки Алексіс замкнена за сейфом, Фінн іде до господарського магазину, щоб визволити її, маючи можливість купити собі лише шнурок, який практично марний. Випадково натрапивши на Сінклера, він чує, як тріо обговорює плани проникнення в його будинок. Поспішаючи додому, Фінн розповідає своєму онлайн-другу Саймону (Білл Тернбулл) про ситуацію, але Саймон спочатку не звертає уваги. Фінн розставляє навколо будинку численні міни-пастки, зокрема лід на патіо (пастка з оригінального фільму), снігоприбирач, що роздуває мармур в гаражі, коробку, повну смоли (яка ллється на голову Джесіки, зіпсувавши її макіяж і стильну зачіску, залишаючи все липким), панчоху з вугіллям, кілька неприємних на смак пряників, ватяні кульки та борошно, що вилітають з раковини. Злодії змушені проходити через розставлені пастки, одержуючи при цьому поранення, а гламурну Джесіка покривається смолою. Незабаром Кертіс і Кетрін можуть поїхати додому. Використовуючи тег гравця Фінна та дані кредитної картки його батьків, стурбований Саймон зв'язується з ними, щоб попередити про небезпеку, в якій перебувають їхні діти, але внаслідок цього вони викликають поліцію до нього, підозрюючи, що Саймон їх викрав.
Повернувшись у будинок, Сінклер, Джессіка та Хьюз захоплюють Фінна та замикають його у машині. Сінклер і Х'юз йдуть відкривати сейф, залишаючи Джесіку біля машини. Мейсон, однак, рятує Фінна, кидаючи сніжки в Джесіку, яка втратила свій звичайний гламурний вигляд і дуже скуйовджена після того, як пройшла через пастки Фінна. Врешті-решт її нокаутують сніжки й Мейсон обліплює її снігом у вигляді сніговика.
Тим часом Сінклер і Х'юз проникають до сейфа, знаходячи картину та Алексіс, яка погрожує її знищити. Фінн тікає і звільняє Алексіс, запускаючи пастку, яка замикає дует у підвалі, що бачать через відеокамери Саймон і поліцейські, які його затримали. Поліція прибуває, щоб заарештувати зловмисників. Сім'я отримує чотири перепустки в музей і 30 000 доларів США як винагороду за захоплення втікачів і повернення картини. Як вибачення батьки Фінна надсилають Саймону квиток на літак, щоб він повернувся додому і зі своєю родиною відсвяткував Різдво.
На Різдво Фін отримує сноуборд і пакет розширення до «Робо Піхота 3». Алексіс отримує планшетний комп'ютер, а Фінн і його тато отримують путівник по кемпінгу. Фінн вирішує відпочити від відеоігор і покататися на сноуборді з Мейсоном, який тепер його найкращий друг. Остання сцена показує, як у поліцейській дільниці роблять знімки правопорушників, коли жінка-поліцейський з'єднує копію знімків із гуртка в портрет.

## У ролях
| Актор              | Роль            |
| ------------------ | --------------- |
| Крістіан Мартін    | Фін Бакстер     |
| Джодель Ферланд    | Алексіс Бакстер |
| Малкольм Макдавелл | Сінклер         |
| Дебі Мейзар        | Джессіка        |
| Едді Стіплз        | Х'юз            |
| Еллі Харві         | Кетрін Бакстер  |
| Даг Мюррей         | Кертіс Бакстер  |
| Едвард Аснер       | містер Карсон   |
| Пітер Дакунья      | Мейсон          |
| Адріана О'Ніл      | Габбі Маранта   |
| Вільям Тернбулл    | Саймон Хасслер  |
| Кріс Сігурдсон     | Клерк           |

## Український дубляж
Українською мовою фільм дубльовано студією «1+1» у 2014 році.
Ролі дублювали:
- Фінн Бекстер, поліцейська у кінці фільму — Лідія Муращенко
- Алексіс Бекстер — Дарина Муращенко
- Кертіс Бекстер — Олесь Гімбаржевський
- Кетрін Бекстер — Людмила Ардельян
- Сінклер — Юрій Висоцький
- містер Г'юз — Олександр Погребняк
- Джессіка — Наталя Ярошенко
- Містер Карсон — Євген Пашин
- Мейсон — Ніна Касторф
- Саймон — Дмитро Завадський
  - А також: Михайло Тишин та Андрій Твердак.

## Виробництво
Спочатку під назвою «Один вдома: Один у темряві» розробка фільму почалася в березні 2012 року як спільне виробництво між ABC Family та Fox TV Studios.